# Gabriel Celaya

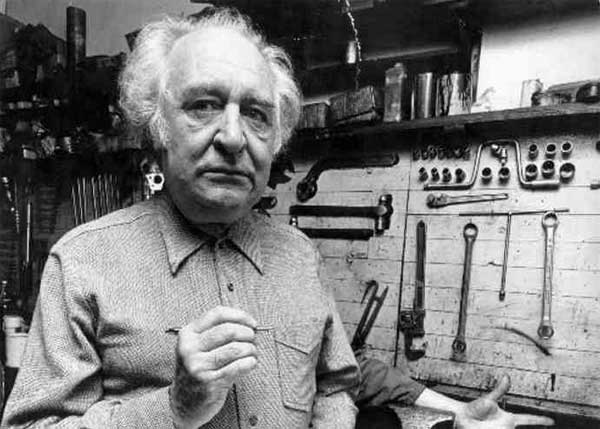
Gabriel Celaya

Gabriel Celaya (1911-1991) sinh tại Hernani, Guipúzcoa và mất ở Madrid. Ông từng là một kỹ sư. Từ năm 1956, ông thôi hẳn nghề kỹ sư và đến sống ở Madrid và bắt đầu làm thơ. Ông đã được trao nhận nhiều giải thưởng về văn học. Rất nhiều sáng tác, chỉ tính đến năm 1961, ông đã có hơn 40 tác phẩm. Celaya gần gũi nhiều nhà thơ trẻ thuộc thế hệ 1925 - 1936 và đứng về phía những người có trách nhiệm. Thơ đối với Celaya cần phải có chất bùn, có sức nóng của con người và nhất là không thể đứng trung lập. "Thơ không phải là một cứu cánh cho bản thân mình. Thơ là một công cụ, cũng như những công cụ khác, để cải tạo thế giới".

## Tác phẩm
- Ngọn triều im lặng (Marea del silencio, 1935) thơ
- Sự cô đơn đã khép lại (La soledad cerrada, 1947) thơ

## Trích thơ
| España en marcha Nosotros somos quien somos. Basta de Historia y de cuentos! Allá los muertos! Que entierren como Dios manda a sus muertos. Ni vivimos del pasado, ni damos cuerda al recuerdo. Somos, turbia y fresca, un agua que atropella sus comienzos. Somos el ser que se crece. Somos un río derecho. Somos el golpe temible de un corazón no resuelto. Somos bárbaros, sencillos. Somos a muerte lo ibero que aún nunca logró mostrarse puro, entero y verdadero. De cuanto fue nos nutrimos, transformándonos crecemos y así somos quienes somos golpe a golpe y muerto a muerto. A la calle! que ya es hora de pasearnos a cuerpo y mostrar que, pues vivimos, anunciamos algo nuevo. No reniego de mi origen pero digo que seremos mucho más que lo sabido, los factores de un comienzo. Españoles con futuro y españoles que, por serlo, aunque encarnan lo pasado no pueden darlo por bueno. Recuerdo nuestros errores con mala saña y buen viento. Ira y luz, padre de España, vuelvo a arrancarte del sueño. Vuelvo a decirte quién eres. Vuelvo a pensarte, suspenso. Vuelvo a luchar como importa y a empezar por lo que empiezo. No quiero justificarte como haría un leguleyo, Quisiera ser un poeta y escribir tu primer verso. España mía, combate que atormentas mis adentros, para salvarme y salvarte, con amor te deletreo. | Tây Ban Nha tiến bước Tự bao giờ ta vẫn cứ là ta Hãy xếp lại những chuyện bày nhảm nhí Người chết đã chết rồi, ta hãy để Họ chôn nhau Ta không thể sống bằng quá khứ Hãy bỏ đó cung đàn xưa cũ Của bao nhiêu kỷ niệm những ngày không Ta là nước sục sôi trong lòng suối Vừa đục vừa trong Bọn chúng ta là sinh vật trưởng thành Là con sông dòng nước thẳng trong xanh Là tiếng đáp của quả tim ghê rợn Ngày mai đây tự khẳng định lấy mình Chúng ta vừa man rợ, đơn sơ Là Tây Ban Nha chưa từng được bao giờ Trong cõi sống hay trong cõi chết Chưa từng được tỏ ra mình chân thực Trắng trong Ta nuôi đời ta bằng tất cả những gì đã cũ Ta trưởng thành, ta biến đổi Như thế kia, ta sống ở trên đời Qua từng trận, qua từng người Đã chết Ta hãy bước ra đường. Đến lúc Ta dạo chơi, lồng ngực tự do Nếu sống còn, đã đến lúc tỏ ra Ta là kẻ báo tin về cái mới Nguồn gốc tôi, tôi không bỏ bao giờ Nhưng tôi muốn nói rằng ta sẽ Là những bàn tay của sự bắt đầu Rất nhiều người không nghĩ được thế đâu Ta nhớ lại những sai lầm cũ Với hy vọng tốt lành, với tấm lòng giận dữ Ánh sáng và giận hờn, hỡi bố đẻ Tây Ban Nha Từ giấc ngủ mê, ta đến rứt ngươi ra Ta trở lại để bảo cho ngươi rõ Ngươi chính thực là ai Ta trở lại trầm ngâm, phải bắt đầu bằng chỗ bắt đầu thôi Ta không bao giờ muốn bào chữa cho ngươi Theo cái lối những tên thầy kiện dở Ta chỉ muốn làm một người thi sĩ Viết câu thơ đầu Tác phẩm của ngươi Tây Ban Nha của ta ơi Cuộc chiến đấu cứ dày vò ta mãi Với tình yêu, ta nhìn ngươi thật rõ Để cứu ngươi Và cũng để cứu ta Bản dịch của Đào Xuân Quý |